# Cmentarz wojenny w Horbowie
Cmentarz wojenny w Horbowie – cmentarz wojenny żołnierzy austro-węgierskich w Horbowie.
W Horbowie znajduje się jeden zbiorowy grób żołnierzy austriackich poległych w sierpniu 1914 w formie kopca ziemnego zwieńczonego kamiennym krzyżem. W mogile spoczywa dwudziestu żołnierzy, ich personalia nie zostały ustalone. Obiekt jest wpisany do rejestru zabytków.